# Tipula (Lunatipula) tazzekai
Tipula (Lunatipula) tazzekai is een tweevleugelige uit de familie langpootmuggen (Tipulidae). De soort komt voor in het Palearctisch gebied.